# Džinibeg
Džinibeg (makedonska: Џинибег) är en bergstopp i Nordmakedonien. Den ligger i den västra delen av landet, 60 kilometer väster om huvudstaden Skopje. Toppen på Džinibeg är 2 610 meter över havet.
Terrängen runt Džinibeg är kuperad åt sydväst, men åt nordost är den bergig. Džinibeg ligger uppe på en höjd som går i nord-sydlig riktning.Runt Džinibeg är det ganska tätbefolkat, med 207 invånare per kvadratkilometer.. Närmaste större samhälle är Tetovo, 17,5 kilometer öster om Džinibeg. 
Trakten runt Džinibeg består till största delen av jordbruksmark.